# Justin Tranter
Justin Tranter (Lake Zurich, 16 de junho de 1980) é um músico, compositor e ativista estadunidense. Membro da Gay & Lesbian Alliance Against Defamation, já compôs canções para Imagine Dragons,  Linkin Park, TWICE, Britney Spears, Gwen Stefani, Lady Gaga, Kelly Clarkson, Selena Gomez, Justin Bieber, DNCE, Kesha e Fall Out Boy.

## Discografia
- "Forever" (2017) - The Lego Batman Movie: Original Motion Picture Soundtrack